# Georg Friedrich Blaul

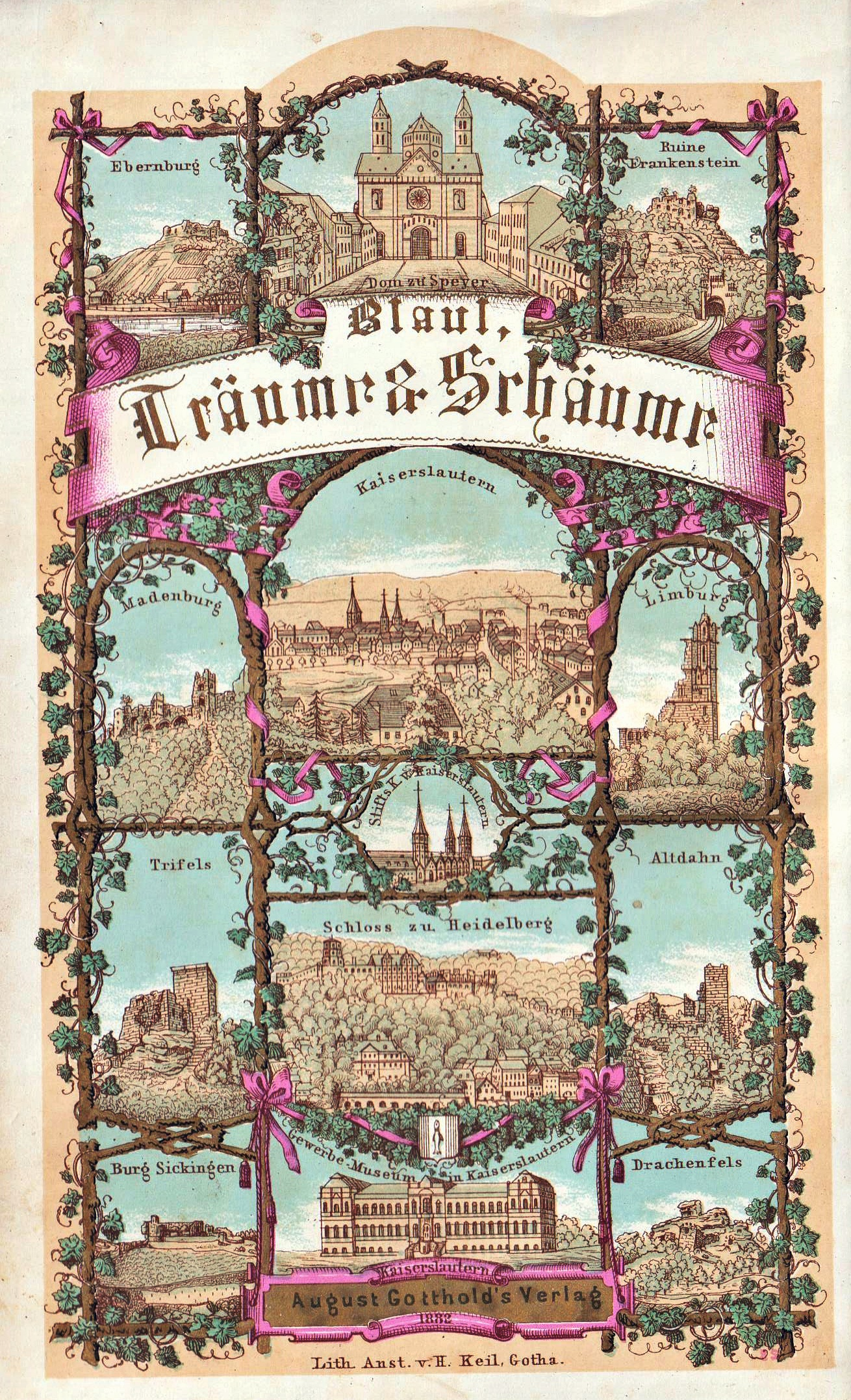
Titelblatt „Träume und Schäume vom Rhein“, Ausgabe 1882

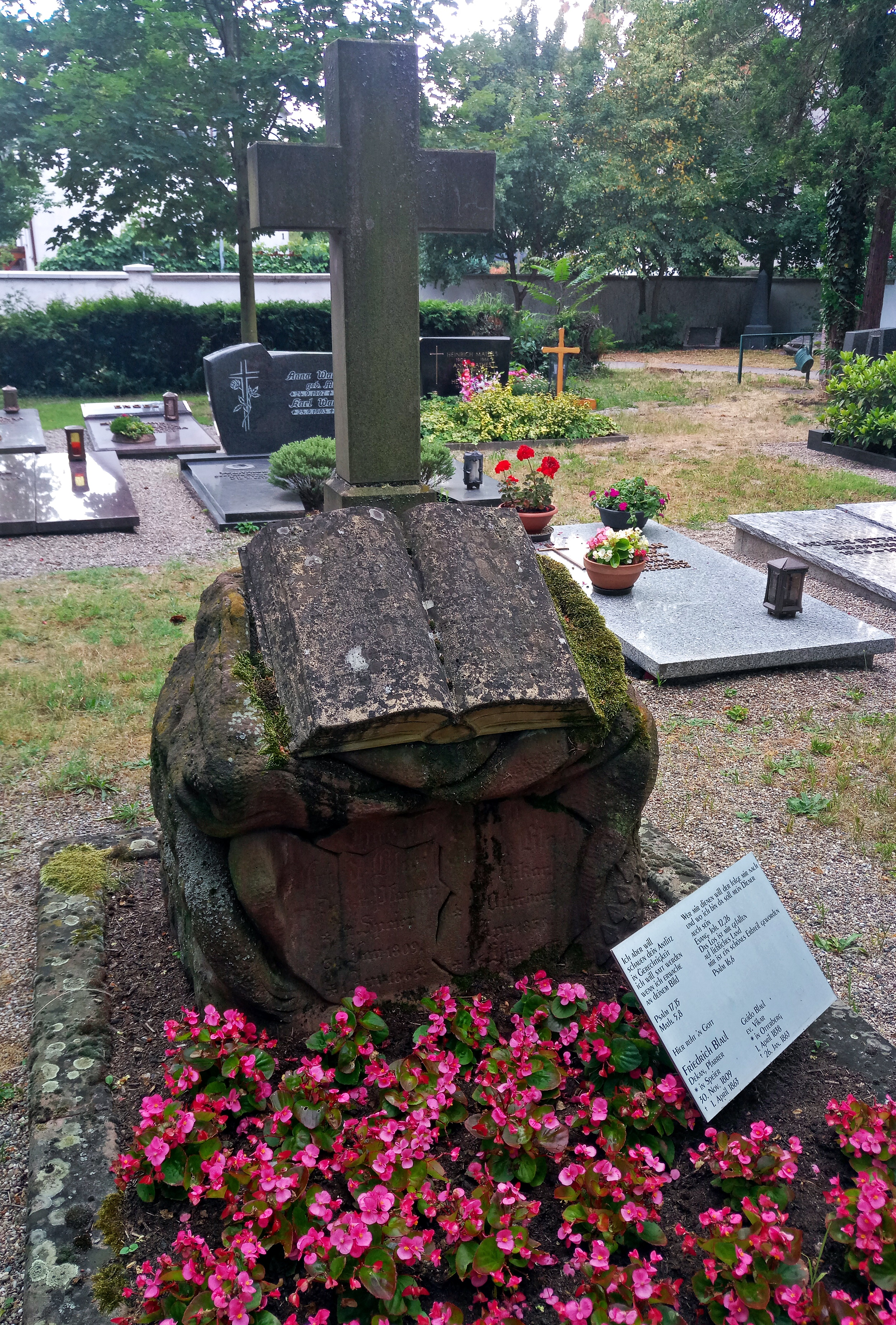
Grab auf dem Friedhof Germersheim

Georg Friedrich Blaul (* 30. Januar 1809 in Speyer; † 1. April 1863 in Germersheim) war ein deutscher Pfarrer und Dichter. In Germersheim wurde die „Blaulstraße“ nach ihm benannt.

## Leben und Wirken
Der Sohn eines Schmiedemeisters besuchte 1819–1827 das Gymnasium am Kaiserdom in Speyer, wo der bekannte Philologe Joseph Anselm Feuerbach und der ihm zeitlebens freundschaftlich verbundene spätere Speyerer Bischof und Kölner Kardinal-Erzbischof Johannes von Geissel besonderen Einfluss auf ihn ausübten. Danach studierte er ab 1828 an der Universität Heidelberg evangelische Theologie, Geschichte, Kunstgeschichte und neuere Sprachen, dann in Tübingen Theologie sowie in Erlangen und München Sprachen und Geschichte. 1831 kehrte Blaul nach Heidelberg zurück, komplettierte seine Studien bei dem Alttestamentler Friedrich Wilhelm Carl Umbreit und legte sein Examen ab.
Zunächst war er als Hauslehrer in Speyer tätig, dann als Prediger in Otterberg, Pfarrer in Frankenthal, ab 1856 Dekan in Germersheim, wo er 1863 starb. Er ist auf dem Germersheimer Friedhof beigesetzt, ebenso sein Sohn Guido Blaul (1838–1863), der Vikar war.
Blaul gilt wegen seiner belletristischen und heimatgeschichtlichen Schriftstellerei als „pfälzischer Spätromantiker“.
Seine Tochter Sophie (1843–1930) heiratete 1870 Carl Friedrich Heman (1839–1919), evangelischer Pfarrer, später Philosophieprofessor an der Universität Basel.

## Werke
- 1839/40 Träume und Schäume vom Rhein (Reisebilder aus der Rheinpfalz)
- 1860 Der Kaiserdom zu Speyer

Außerdem diverse Novellen, Erzählungen und lyrische Schriften zur Pfalz.